# Gogrial
Gogrial (o Qaqriyal) è un centro abitato del Sudan del Sud, situato nello Stato omonimo.